# Ibiam
Ibiam är en kommun i Brasilien.   Den ligger i delstaten Santa Catarina, i den södra delen av landet, 1 300 km söder om huvudstaden Brasília. Antalet invånare är 1 945.
I omgivningarna runt Ibiam växer huvudsakligen savannskog. Runt Ibiam är det ganska glesbefolkat, med 21 invånare per kvadratkilometer.